# Skîtka, Lîpoveț
Skîtka (în ucraineană Скитка) este localitatea de reședință a comunei Skîtka din raionul Lîpoveț, regiunea Vinnița, Ucraina.

## Demografie
Componența lingvistică a localității Skîtka
     Ucraineană (98,44%)
     Rusă (1,21%)
     Alte limbi (0,35%)
Conform recensământului din 2001, majoritatea populației localității Skîtka era vorbitoare de ucraineană (98,44%), existând în minoritate și vorbitori de rusă (1,21%).